# Sesquiterpène
Les sesquiterpènes forment une classe de molécules de la famille des terpènes, de formule moléculaire brute C15H24. Les sesquiterpénoïdes sont leurs nombreux dérivés par synthèse ou modification biologique (typiquement oxydation ou réarrangement). Ce sont des molécules que l'on rencontre couramment dans le vivant (surtout les végétaux), où elles sont synthétisées à partir du farnésyl pyrophosphate et jouent divers rôles métaboliques. Un bon nombre de sesquiterpènes et sesquiterpénoïdes sont bioactifs, comme l'humulène ou le caryophyllène. D'autres peuvent être toxiques, comme certaines lactones. 

## Fonctions
Les sesquiterpènes sont présents dans la nature, synthétisés par divers types d'organismes. On en trouve dans certaines essences végétales aromatiques et dans certaines huiles essentielles ; certains sesquiterpènes sont par exemple biosynthétisés par un champignon aquatique microscopique vivant dans une éponge marine. Chez les plantes, ils ont le rôle connu d'agent de défense (biocide) contre des organismes extérieurs à la plante. Citrus microcarpa, le calamondin est spécialement riche en des hydrocarbures sesquiterpéniques et en sesquiterpènes oxygénés.
Certaines lactones sesquiterpéniques sont toxiques, connues ou soupçonnées d'être comme génotoxiques ou embryotoxiques.

## Structure

### Linéaire
- Farnésène

### Monocyclique
- Humulène
- Zingiberène

### Bicyclique
- Cadinène
- Caryophyllène

### Tricyclique
- Copaène
- Longifolène

## Sesquiterpénoïdes
- Cubébol (tricyclique)
- Dihydrohélénaline (tricyclique)
- Farnésol (linéaire ; présent dans l'huile essentielle de citronnelle)
- Patchoulol (tricyclique)
- Polygodial (bicyclique)
- Viridiflorol (tricyclique)

## Galerie

L'α-farnésène, sesquiterpène linéaire.
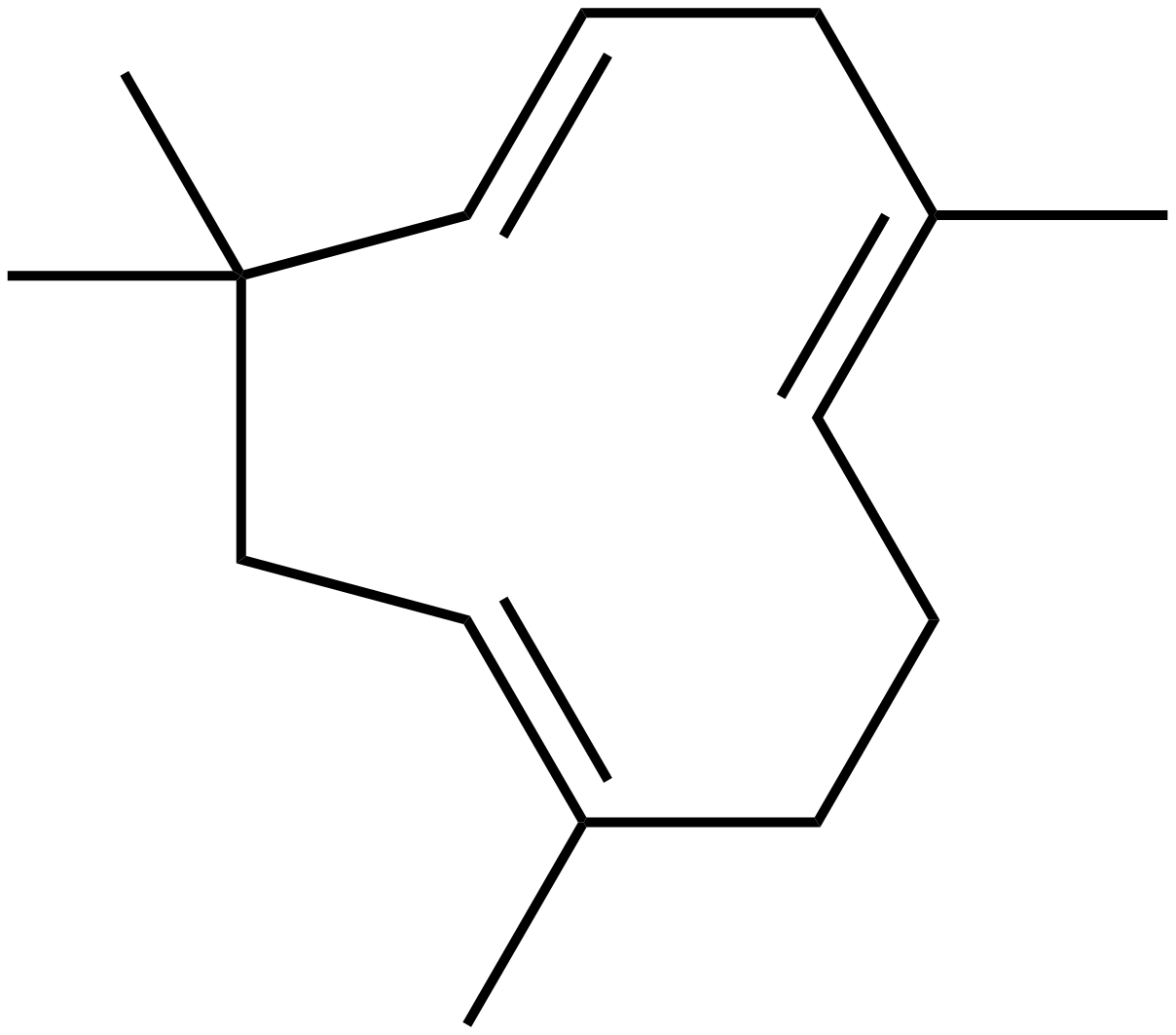
L'humulène, sesquiterpène monocyclique.
Le δ-cadinène, sesquiterpène bicyclique.
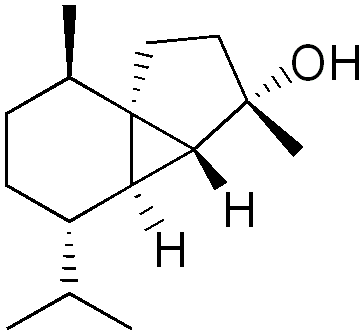
Le cubébol, sesquiterpénoïde tricyclique.